# Flavio Nani
Flavio Nani (Milano, 17 aprile 1970) è un fumettista italiano, principalmente noto come l'autore dell'Orso Ciccione, una web strip italiana.

## Biografia
Nel 1998 si iscrive alla Scuola del Fumetto di Milano.
Ha lavorato come disegnatore e sceneggiatore per diverse case editrici, tra cui la Warner Italia per la rivista Bugs Bunny e la Walt Disney per Topolino, su cui sono state pubblicate alcune sue storie e tavole auto conclusive. Molte le strip umoristiche realizzate nel corso degli anni per piccole riviste e siti internet.
Pubblica inoltre dal 2001 le storie di Gommapane per la rivista 44 Gatti.

## L'Orso Ciccione
Neko & Kuma (in Giapponese, Gatto & Orso), ovvero l'Orso Ciccione e la Gatta Bastarda, nascono da un'idea di Daniela “Neko” Boselli; da questa idea, Flavio Nani sviluppa graficamente i personaggi e realizza le prime tavole auto-conclusive e parzialmente autobiografiche. Queste vengono poi pubblicate sulla rivista Lucina - La musa vagabonda e quindi ristampate, insieme ad altre inedite, in un numero zero autoprodotto e presentato alla fiera del fumetto di Lucca nel 2004 su iniziativa di Giulia Barbieri, coautrice di Filobosco.
Dal gennaio 2006 cura il Blog dell'Orso Ciccione, con il quale ha vinto il Macchia Nera Blog Award nel 2009.
Dal 2007 sono stati realizzati altri due volumi che raccolgono le strip dell'Orso Ciccione ed altre tavole vengono pubblicate sulla rivista 44 Gatti.

## Opere
- Neko & Kuma numero zero - Associazione Altrove, 2004
- Nuvole Elettriche Circus - Shockdom, 2006 (come coautore)
- Bastarde si nasce, ciccioni si diventa - Associazione Altrove, 2007
- Romantico come una caciotta che galleggia in un water - Shockdom, 2010